# Zsolt Kiss (curling)
Pour les articles homonymes, voir Zsolt Kiss.
Zsolt Kiss est un curleur hongrois né le 29 mars 1989 à Budapest.

## Biographie
Zsolt Kiss et Dorottya Palancsa remportent la médaille d'or au Championnat du monde double mixte de curling 2013 à Fredericton ainsi qu'au Championnat du monde double mixte de curling 2015 à Sotchi.